# Есталх-Кух
Есталх-Кух (перс. اسطلخ كوه) — село в Ірані, у дегестані Хурґам, у бахші Хурґам, шагрестані Рудбар остану Ґілян. За даними перепису 2006 року, його населення становило 213 осіб, що проживали у складі 70 сімей.

## Клімат
Середня річна температура становить 9,59 °C, середня максимальна – 25,10 °C, а середня мінімальна – -7,86 °C. Середня річна кількість опадів – 371 мм.
| Клімат поселення                              | Клімат поселення | Клімат поселення | Клімат поселення | Клімат поселення | Клімат поселення | Клімат поселення | Клімат поселення | Клімат поселення | Клімат поселення | Клімат поселення | Клімат поселення | Клімат поселення | Клімат поселення |
| Показник                                      | Січ.             | Лют.             | Бер.             | Квіт.            | Трав.            | Черв.            | Лип.             | Серп.            | Вер.             | Жовт.            | Лист.            | Груд.            |                  |
| Середній максимум, °C                         | 4,00             | 4,69             | 7,61             | 13,79            | 19,08            | 23,46            | 25,10            | 25,07            | 21,86            | 18,12            | 11,55            | 5,86             |                  |
| Середня температура, °C                       | −1,92            | −1,24            | 1,70             | 7,88             | 13,16            | 17,56            | 20,15            | 20,13            | 16,92            | 13,17            | 6,62             | 0,92             |                  |
| Середній мінімум, °C                          | −7,86            | −7,15            | −4,23            | 1,96             | 7,24             | 11,63            | 15,21            | 15,19            | 11,98            | 8,23             | 1,68             | −4,02            |                  |
| Норма опадів, мм                              | 33               | 36               | 60               | 50               | 37               | 12               | 11               | 9                | 13               | 31               | 37               | 42               |                  |
| Середньомісячна швидкість вітру, м/с          | 2.00             | 2.41             | 2.63             | 2.94             | 2.35             | 2.19             | 2.07             | 1.93             | 1.82             | 1.80             | 2.19             | 1.82             |                  |
| Середньомісячна сонячна радіація, кДж/м²·день | 7676             | 10061            | 12611            | 16730            | 20597            | 23373            | 23225            | 20197            | 17295            | 12541            | 9326             | 7301             |                  |
| --------------------------------------------- | ---------------- | ---------------- | ---------------- | ---------------- | ---------------- | ---------------- | ---------------- | ---------------- | ---------------- | ---------------- | ---------------- | ---------------- | ---------------- |
| Джерело:                                      |                  |                  |                  |                  |                  |                  |                  |                  |                  |                  |                  |                  |                  |